# غوطه‌ور (فیلم ۲۰۱۵)
غوطه‌ور همچنین با نام فشار نیز شناخته می‌شود (به انگلیسی: Pressure) یک فیلم بقا بریتانیایی در ژانر فاجعه بلایای طبیعی محصول سال ۲۰۱۵ به کارگردانی ران اسکالپلو با بازی دنی هوستون، متیو گود، جو کول و آلن مک کنا است. داستان چهار مرد را روایت می‌کند که در ته اقیانوس در یک اتاقک زیرآبی گیر می‌کنند.

## داستان
گروهی از غواصان که برای رفع مشکل یک خط لوله نفت به زیر دریا رفته‌اند، در یک غلاف کوچک زیر آب گیر می‌افتند…

## پاسخ انتقادی
این فیلم در سایت راتن تومیتوز هم از سوی منتقدان و هم از سوی مخاطبان پاسخ منفی دریافت کرد. از هر ۱۰ منتقد، ۲ نفر نقد مثبتی به فیلم دادند.